# Harray

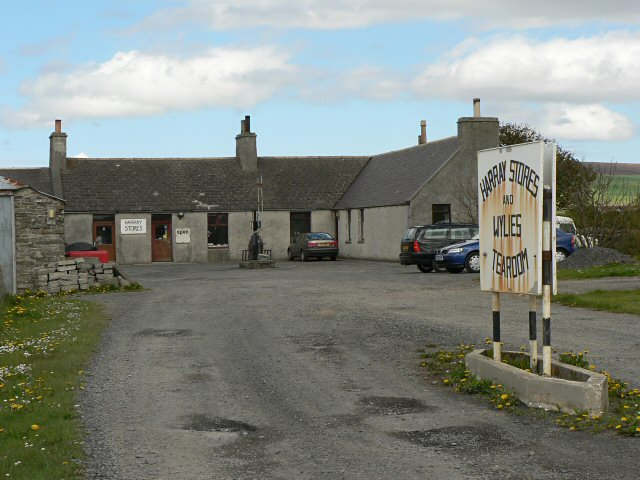
Laden in Harray

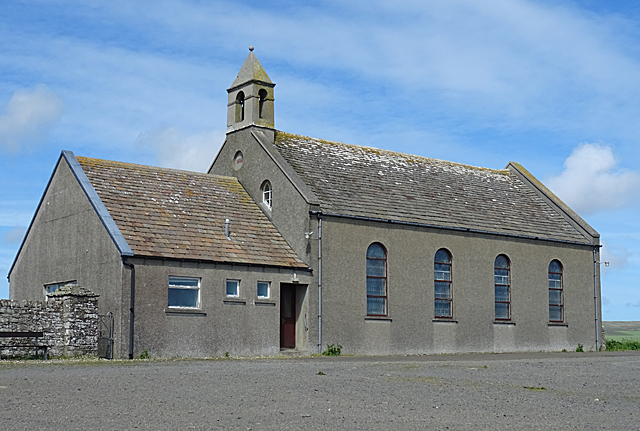
Die Kirche von Harray

Harray ist eine Ortschaft, die im Nordwesten der zu Schottland zählenden Orkneyinseln liegt.

## Geographie
Harray ist eine Streusiedlung, die im Nordwesten der Insel Mainland liegt. Das nächste größere Gewässer ist der See Loch of Harray im Südwesten. In derselben Richtung sind es etwa zehn Kilometer nach Stromness.

## Historisches
Im Rahmen der historischen Gliederung Schottlands in Civil Parishes zählt Harray zu Birsay and Harray. Als Kulturdenkmal ausgewiesen ist die Kirche Harray Kirk, die als Listed Building der Kategorie B unter Denkmalschutz steht.

## Verkehr
Durch Harray verläuft die Fernstraße A986, die Finstown im Südosten mit Twatt im Nordwesten verbindet.